# Vulpes angustidens
{{#ifeq:0|0|{{#if:Vulpes angustidens|{{#if:|[[]}}|[[]]}}}}
Vulpes angustidens — вид вимерлих хижих ссавців з родини псових, який жив у четвертинний період; викопні рештки знайдені у Чехії та Австрії.